# Crow klaner
Af 13 oprindelige crow klaner har der siden 1884 eksisteret ti i stammen. Hver klan har en søsterklan, som den udstrækker sin ansvars- og pligtfølelse til, og den forventer loyaliteten og engagementet gengældt. Klansystemet forhindrer nært beslægtede i at stifte familie. Flere klaner har et kulturelt særpræg, der adskiller den fra andre som f.eks. unikke hæders-sange.:5  På en venskabelig måde prøver klanerne gerne at overgå hinanden i forskellige aktiviteter som indianske spil og sportskonkurrencer.:14 
Fra fødslen tilhører enhver crow sin mors klan, som barnet får en stærk tilknytning til livet igennem.:4  En betydningsfuld person fra faderens klan navngiver gerne barnet; i gamle dage var det gerne en kendt kriger.:41 

## Crowernes ti klaner
Der gives flere forskellige forklaringer på oprindelsen af standard-navnene på crowernes ti klaner nævnt herunder. Nogle klaner havde et eller flere øgenavne.

### Greasy Mouth og Sore Lip (Burned Lip)
Greasy Mouth klanen gik for at have dygtige jægere, som havde en særlig appetit på de mest fedtrige vildt-udskæringer. Jægerne fra Sore Lip eller Burned Lip klanen var længere tid om at nedlægge vildt, og de fik sprukne læber under deres lange jagtture under en brændende sol.:6 
Greasy Mouth klanens øgenavn er Bad Legging klanen. Medlemmer af Sore Lip klanen bliver også omtalt som Muddy Water Drinkers og Small Pipes.:340 

### Newly Made Lodge og Big Lodge
Efter etableringen af klanerne i mytologisk tid opdagede man pludselig en hidtil ukendt crow klan, der følgelig fik navnet Newly Made Lodge. Dens søsterklan er Big Lodge.:5  Trods forbuddet mod at ægte en fra ens egen klan, hævdes det, at folk i Big Lodge klanen ikke tager det så nøje.:50 
Big Lodge klanen omtales også som Thick Lodge klanen og endnu et øgenavn er Sound of a rebounding Arrow klanen.:340 

### Piegan og Treacherous Lodge
Piegan er navnet på en division af crowernes arvefjender blandt blackfoot folket nordpå. Én forklaring på dette lident flatterende navn til denne crow klan er, at den engang angreb stammefællerne i Whistle Water klanen. Da piegan klanen fik hjælp af dens søsterklan under kampen, optrådte denne præcis som fjender af crowerne ville gøre, og medlemmerne blev ergo betragtet som forræddere af resten af klanerne.:6 

### Ties the Bundle (Filth Eating Clan) og Brings Game without Shooting
Navnet Ties the Bundle er en ironisk hentydning til klanens sløsede måde af fastgøre løse ejendele på under de hyppige lejrflytninger gennem det meste af 1800-tallet. Klanens andet navn siges at stamme fra en utro kone, der som straf måtte spise dårligt rengjort mad:6  eller måske ligefrem møg.:15  Brings Game without Shooting er et anerkendende navn for søsterklanen, der besad en særlig evne til at tage vildt faldet i våger og fanget i dybe snedriver.:6 
Ties the Bundle går også under navnet Their Horses are bad klanen, mens Big Bellies og Not Mixed er synonymer for søsterklanen Brings Game without Shooting.:340  Navnet Not Mixed klanen kom i brug på et tidspunkt, da mange af klanens mænd var kendte krigsgruppe-ledere, der sørgede for ikke at omgås stammens mere jævne folk.:66 

### Whistle Water og Bad War Deeds
Oprindeligt hed Whistle Water klanen Good Prarie Dogs. En forelsket mand gav imidlertid hemmeligt tegn til sin kæreste ved at fløjte, når hun hentede vand ved floden. Dette blev opdaget, og da kvinden kom fra den samme klan som manden, måtte han forklare sig. Han hævdede, at det var vandets rislen, der havde lydt som et fløjt. Svaret gav inspiration til klanens nye navn. Krigere i Bad War Deeds klanen var under anklage for at vende hjem fra krigstogter med opdigtede kriger-beretninger og falske trofæer.:6 
Bad War Deeds var også kendt som They Scrape Water klanen.:340 